# Cergy-Grand Centre

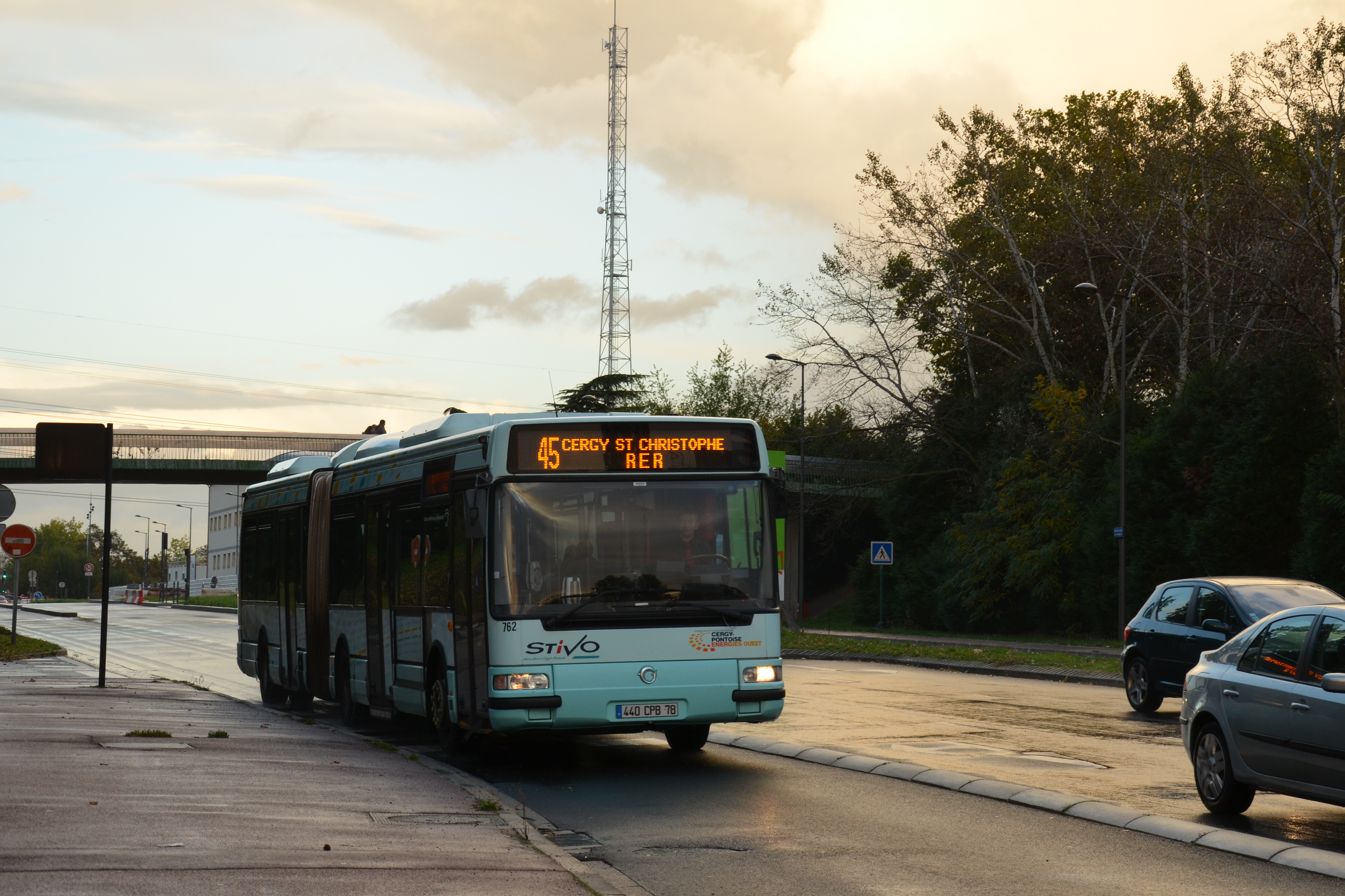
Cergy-Grand Centre est desservi par de nombreuses lignes de bus STIVO

Cergy-Grand Centre (anciennement Cergy-Préfecture; rebaptisée en 2004 dans le cadre du projet Cergy-Pontoise 2020), est l'une des trois principales parties de la ville de Cergy (les deux autres étant Axe Majeur / Horloge anciennement Cergy-Saint-Christophe, et Hauts-de-Cergy anciennement Cergy-le-Haut). Elle est le cœur de la l'agglomération de Cergy-Pontoise et abrite la préfecture du Val-d'Oise ainsi que la gare de Cergy-Préfecture.
On y trouve 7 quartiers :
- Celettes ;
- Centre Gare - Préfecture ;
- Chemin Dupuis ;
- Chênes ;
- Cité Artisanale ;
- la Croix-Petit ;
- Paradis.

Le découpage de la ville en quartiers facilite l'orientation au sein de "Cergy-Grand Centre". Les noms des rues composant ces quartiers de Cergy sont déclinés par couleur. On retrouve ainsi, les Chênes Mauves, les Chênes D'Or..., Il est donc facile à partir d'un nom de rue de retrouver le quartier auquel elle est rattachée.